# BC Levski Sofia
BC Levski Sofia är den bulgariska sportklubben Levski Sofias basketsektion, och startade 1923.

## Meriter
- Bulgariska mästare: 1942, 1945, 1946, 1947, 1954, 1956, 1960, 1962, 1978, 1979, 1981, 1982, 1986, 1993, 1994, 2000, 2001
- Bulgariska cupvinnare: 1951, 1967, 1968, 1969, 1971, 1972, 1976, 1979, 1982, 1983, 1993, 2001